# Bazoches-en-Dunois

Bazoches-en-Dunois este o comună în departamentul Eure-et-Loir, Franța. În 1 ianuarie 2022 avea o populație de 262 de locuitori.